# De Wintons Goldmull
De Wintons Goldmull (Cryptochloris wintoni) ist eine kaum erforschte Art aus der Familie der Goldmulle (Chrysochloridae). Sie kommt im südwestlichen Afrika vor. Die Tiere bewohnen dort sandige Habitate, über ihre Lebensweise ist nichts weiter bekannt. Mit ihrem rautenförmigen Körper, den äußerlich nicht sichtbaren Ohren und Schwanz sowie den kräftigen Grabkrallen sind sie jedoch an eine unterirdische Lebensweise angepasst. Der Bestand wird als vom Aussterben bedroht eingestuft, was ursächlich auf den stark durch Bergbau veränderten Lebensraum zurückzuführen ist. Da De Wintons Goldmull über einen langen Zeitraum nicht mehr beobachtet wurde, sah man ihn als möglicherweise ausgestorben an. Ursprünglich war sie nur von drei Exemplaren bekannt, die von einer einzigen Lokalität bei Port Nolloth im Südwesten Afrikas stammen. Doch im Jahr 2021 gab es wieder Sichtungen der Art, gleichzeitig vorgenommene Analysen von Umwelt-DNA verweisen auf eine recht weite Verbreitung entlang der Westküste Südafrikas. Die Erstbeschreibung erfolgte im Jahr 1907.

## Merkmale

### Habitus
De Wintons Goldmull ist eine kleine Art der Goldmulle, die in Größe und Fellfärbung dem Wüstengoldmull (Eremitalpa granti) ähnelt. Größenangaben sind nur von zwei Exemplaren bekannt, die Kopf-Rumpf-Längen von 8,6 beziehungsweise 9,2 cm besitzen. Daten zum Körpergewicht liegen nicht vor, ebenso ist die Ausprägung eines eventuellen Geschlechtsdimorphismus unbekannt. Der Körper zeigt sich kurz und rautenförmig, ein Schwanz und äußere Ohrmuscheln sind nicht vorhanden. Das Rückenfell besitzt eine hell schiefergraue Färbung mit einem gelblichen Einschlag, der an Stirn, Wangen und Lippen intensiver wird. Die einzelnen Haare sind weißlich, an der Basis grau und an der Spitze deutlich rehbraun. Die Bauchseite ist etwas heller als das Rückenfell, wobei die Haarspitzen hier weißlich sind. Das typische lederige Nasenpolster der Goldmulle wird etwa 4 mm lang und 8 mm breit, die Ecken sind abgerundet, der vordere Bereich, der zum Graben eingesetzt wird, erhebt sich etwas prominenter als beim Kap-Goldmull (Chrysochloris asiatica). Die kurzen und kräftigen Gliedmaßen enden in vierstrahlige Hände und fünfstrahlige Füße, welche mit Krallen ausgestattet sind. Wie bei allen Goldmullen haben die Hände eine Grabfunktion und verfügen über besonders kräftige Krallen. Die des Mittelstrahls ist mit einer Länge von 10,3 bis 10,5 mm und eine Basisbreite von 4 mm am größten ausgebildet. Am ersten und zweiten Finger erreichen die Krallen Längen von 4,5 bis 7,0 mm, der vierte Finger verfügt über eine deutlich ausgebildete, 1,5 mm lange Klaue. Seitlich am Innenrand der Hand besteht unterhalb des ersten Fingers ein breites Polster, wodurch der Vorderfuß auffallend verbreitert wird. Das Merkmal kommt zusätzlich noch bei Van Zyls Goldmull (Cryptochloris zyli) vor, fehlt aber bei den anderen Goldmullen. Die Hinterfußlängen betragen 10,3 beziehungsweise 10,5 mm.

### Schädel- und Gebissmerkmale
Die Schädellängen werden mit 21,3 beziehungsweise 22,0 mm und die Schädelbreiten mit 15,5 beziehungsweise 16,2 mm angegeben. Dadurch wirkt der Schädel kurz und breit, die größte Breite erreicht 70 bis 76 % der größten Länge. Auch das Rostrum ist auffallend breit, die Gaumenweite beträgt 7,8 mm, was etwa 35 bis 37 % der größten Schädellänge entspricht. Als typisches Merkmal kann der Kopf des Hammers im Mittelohr angesehen werden, der vergrößert ist. Im Gegensatz zum nahe verwandten Van Zyls Goldmull entsteht die Vergrößerung aber weitgehend durch eine Aufblähung und nicht durch eine keulenartige Verlängerung. Sie führt aber dazu, dass äußerlich an der Schläfengrube eine kleine knöcherne Erhebung sichtbar ist, in der der Kopf des Hammers lagert. Das Gebiss setzt sich aus 40 Zähnen mit folgender Zahnformel zusammen: {\displaystyle {\frac {3.1.3.3}{3.1.3.3}}}. Die Molaren sind mit einem dreihöckerigen (tricuspiden) Kauflächenmuster ausgestattet, der hinterste Mahlzahn ist zumeist von kleiner Gestalt, besitzt aber einen ähnlichen Bau. An den unteren Backenzähne fehlt ein kräftiges Talonid. Die Länge der oberen Zahnreihe vom vordersten Schneidezahn bis zum letzten Mahlzahn beträgt etwa 9 mm.

## Verbreitung

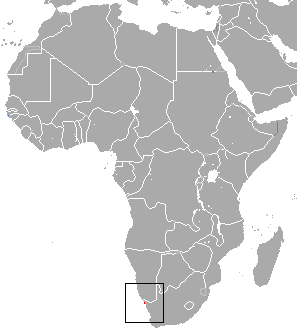
Verbreitungsgebiet von De Wintons Goldmull

De Wintons Goldmull kommt endemisch in der Küstenregion des südwestlichen Afrikas vor. Das Verbreitungsgebiet gehört zur südwestlichen Trockenzone Afrikas. Der Lebensraum der Art umfasst Küstendünen und angrenzende Sandflächen in der Strandveld Succulent Karoo. Sie gilt als extrem selten. Ursprünglich war De Wintons Goldmull nur über drei Individuen belegt,  die von der Typuslokalität bei Port Nolloth an der Küste von Namaqualand in der südafrikanischen Provinz Nordkap stammen. Die Ausdehnung des Vorkommens wurde daher mit gut 8 km² angenommen. Einige Forscher gaben aber an, dass die scheue Natur der Tiere Beobachtungen erschwerte und ähnlich wie bei anderen Goldmullen in Namaqualand die Bestandsdichte und -ausdehnung dadurch unterschätzt sein könnte. Diese Vermutung fand Unterstützung durch Analysen von Umwelt-DNA. Die dafür erforderliche Probenentnahme erfolgte im Jahr 2021 aus oberflächennahen Gängen von Goldmullen an verschiedenen Stellen entlang der Westküste Südafrikas, die Ergebnisse kamen zwei Jahre später zur Veröffentlichung. Hierbei zeigte sich, dass De Wintons Goldmull deutlich weiter verbreitet ist, er aber möglicherweise nicht unbedingt sehr häufig auftritt. Ein während der Vorortuntersuchungen bei Port Nolloh gefangenes Individuum entsprach genetisch zu 98,9 % De Wintons Goldmull. In der Region ist sympatrisch auch der Wüstengoldmull anwesend.

## Lebensweise
Über die Lebensweise von De Wintons Goldmull ist so gut wie nichts bekannt. Einzelnen Berichten zufolge graben die Tiere oberflächennahe Gänge und Tunnel. Diese erstrecken sich über eine Länge von 50 bis 60 m und führen auch durch das Wurzelwerk von Büschen, wo wahrscheinlich eine größere Menge an Nahrung in Form von Insekten sowie deren Larven und Puppen verfügbar ist. Eventuell gehören auch Afrikanische Blindskinke, beinlose Vertreter der Skinke, zur Beute von De Wintons Goldmull.

## Systematik
De Wintons Goldmull ist eine Art aus der Gattung Cryptochloris, die zusätzlich noch Van Zyls Goldmull (Cryptochloris zyli) einschließt. Die Gattung wiederum bildet einen Teil der Familie der Goldmulle (Chrysochloridae). Diese umfassen kleinere, bodengrabende Säugetiere aus der Überordnung der Afrotheria dar, die endemisch in Afrika vorkommen. Ihr Verbreitungsschwerpunkt befindet sich im südlichen Teil des Kontinents, einige wenige Arten bewohnen auch den östlichen oder zentralen Teil. Aufgrund der unterirdischen Lebensweise können die Goldmulle als Habitatspezialisten angesehen werden, wodurch die einzelnen Arten mit wenigen Ausnahmen einen eng umrissenen Lebensraum aufweisen. Es lassen sich aber zwei ökologische Gruppen unterscheiden. Eine Gruppe besteht aus Bewohnern trockener bis teils halbwüstenartiger Landschaften wie etwa der Wüstengoldmull (Eremitalpa), die Kapgoldmulle (Chrysochloris) oder die Vertreter von Cryptochloris. Zur zweiten Gruppe gehören Formen der offenen Gras- und Savannenlandschaften sowie der Wälder, hierzu zählen die Kupfergoldmulle (Amblysomus), Arends’ Goldmull (Carpitalpa arendsi) oder die die Vertreter der Gattungen Neamblysomus und Chlorotalpa. Die innere Gliederung der Goldmulle ist weitgehend in Diskussion. Anhand des Baus des Hammers im Mittelohr werden häufig zwei oder drei Unterfamilien unterschieden: die Amblysominae mit einem normal gebauten Malleus, die Chrysochlorinae mit einem stark verlängerten Kopf des Malleus und die Eremitalpinae mit einem kugelig aufgeblähten Kopf des Malleus. Nach Meinung anderer Forscher bilden die beiden letztgenannten wiederum nur eine einzelne Unterfamilie, die Chrysochlorinae. Diese auf Unterschieden im Skelettbau beruhende Untergliederung der Goldmulle kann mit Hilfe von molekulargenetischen Ergebnissen bisher nicht vollständig nachvollzogen werden. Allerdings ergaben im Bezug auf Cryptochloris sowohl die skelettanatomischen als auch die genetischen Daten eine nähere Verwandtschaft mit den Kapgoldmullen. Die Vertreter beider Gattungen verfügen über einen keulenartig verlängerten Kopf des Malleus, der bei Cryptochloris nicht ganz so deutlich ausgeprägt und extrem gestreckt ist wie bei Chrysochloris. Allerdings könnte erstere Gattung auch ein Synonym letzterer sein, eine Ansicht, die bereits in den 1950er und 1960er Jahren vertreten und im Jahr 2018 unterstützt durch neuere Untersuchungen wiederholt wurde. Dies bestätigte sich in einer Analyse aus dem Jahr 2023 jedoch nicht.
De Wintons Goldmull wurde im Jahr 1907 von Robert Broom unter der Bezeichnung Chrysochloris wintoni wissenschaftlich erstbeschrieben, er verwies die Art damit zu den Kapgoldmullen. Als Grundlage stand Broom ein ausgewachsenes weibliches Individuum zur Verfügung, das eine Länge von 8,6 cm besaß (da das Tier in Alkohol eingelegt war, schätzte er die tatsächliche Körperlänge auf 9,2 cm). Dieses stammte von Port Nolloth in Namaqualand, was als Typusregion gilt. Bereits zehn Jahre zuvor hatte Broom zwei Exemplare aus Port Nolloth untersucht und diese dem weit verbreiteten Kap-Goldmull (Chrysochloris asiatica) zugewiesen, ohne die Art aber vorher genauer inspiziert zu haben. Später kamen ihm Zweifel auf und er vermutete, dass es sich bei den Tieren um Vertreter einer neuen Art handelte, was dann mit der Beschreibung des Typusexemplars von De Wintons Goldmull bestätigt wurde; das Tier befindet sich heute im South African Museum. Der Artname bezieht sich auf den britischen Zoologen William Edward de Winton (1856–1922), der sich um die Erforschung der afrikanischen Säugetiere verdient gemacht hatte. Der heutige Gattungsname Cryptochloris stammt von Guy Chester Shortridge und Donald Carter aus dem Jahr 1938. In ihrer Publikation stellten sie De Wintons Goldmull an die Seite von Van Zyls Goldmull (Cryptochloris zyli), den sie im gleichen Zuge einführten und als Typusart ihrer neuen Gattung festlegten. In den 1950er Jahren wurde Van Zyls Goldmull als Unterart von De Wintons Goldmull ausgewiesen, eine Auffassung, die Alberto Mario Simonetta im Jahr 1968 bestätigte. Nur wenige Jahre später, 1971, legte Jurgens A. J. Meester jedoch dar, dass sich De Wintons und Van Zyls Goldmull nicht nur in der Fellfarbe unterscheiden, sondern auch in der Form des Hammers. Dieser hat bei der ersteren Art einen aufgeblähten Kopf, bei letzterer aber einen keulenartig verlängerten. Somit gelten beide Formen nicht als konspezifisch.

## Bedrohung und Schutz
Die IUCN listet De Wintons Goldmull in der Kategorie „vom Aussterben bedroht“ (critically endangered) mit dem Zusatz „möglicherweise ausgestorben“ (possible extinct). Letzterem könnten Ergebnisse der Analyse von Umwelt-DNA an mehreren Lokalitäten der südafrikanischen Westküste widersprechen. Als Hauptgefährdung für den Bestand gelten die Lebensraumveränderung als Folge des Diamantenabbaus im Küstensand in der Region und infrastrukturelle Maßnahmen wie etwa dem Ausbau des Hafens von Port Nolloth. Die Art wird sehr selten beobachtet. Eine Sichtung erfolgte im Jahr 2021, zuvor hatte es nach Angaben der IUCN für mehr als 50 Jahren keinen Nachweis gegeben. Laut der Smithsonian Institution soll ein Exemplar im Jahr 1969 bei Garies rund 181 km südöstlich der Typuslokalität gesammelt worden sein, was sich jedoch als Verwechslung mit dem Wüstengoldmull herausstellte. Andererseits sind einige Museumsexemplare von De Wintons Goldmull als Wüstengoldmull fehlbestimmt. Die Art ist in keinem Schutzgebiet präsent. Notwendig sind Untersuchungen zur tatsächlichen Verbreitung von De Wintons Goldmull, zum Ausmaß der Bedrohungen und zu allen Aspekten seiner Lebensweise.